# Castrum Walinvels
Die Ruine von Castrum Walinvels, auch Burg Waldenfels oder Burg Altenfels genannt, befindet sich in der Gemarkung der Landstadt Tambach-Dietharz im Landkreis Gotha in Thüringen.

## Beschreibung
Nach einer Beschreibung von 1780 lag die Spornburg auf einem freien Sporn über dem Schmalwasserbach („einige Stockwerke über dem Grund hoch“ – also in einer Höhe von ca. 10 bis 15 Meter über dem Bach), der als Felskegel aber frei lag und nur etwa 24 Schuh bzw. Fuß (etwa 7,5 Meter) Durchmesser hatte und nur über einen schmalen Steig zu erreichen war. Damit wird vermutlich der Wartturm beschrieben. Nur wenige Hundert Meter nordwestlich Richtung Dietharz soll sich die Drachenburg oder Schloss Drachenburg (heute als Platz Schlossgrube beschrieben) befunden haben, das in späteren Zeiten mit Walinvels vermischt und gleichgesetzt wird. Es ist heute schwer, die spärlichen urkundlichen Nachrichten entsprechend zuzuweisen. Der Platz der Drachenburg wird als ca. 30 Meter und sehr breiter Burgplatz beschrieben, auf dem das eigentliche Burganwesen lag:

„Man vermutet daher, daß die Drachenburg das Wohnhaus, der Waldenfels aber blos eine Warte gewesen.“

## Geschichte
Um 1260 war ein Ritter Eckehard von Hochheim als Burgvogt auf Castrum Walinvels genannt, vermutlich einer Zoll- und Geleitsstelle, vor dem früher genannten Bühnenberg und nahe dem Altenfels an der alten Handelsstraße communis strata am Ende des Schmalwassergrundes (heute aufgestaut durch die Schmalwassertalsperre). Zur Burg gehörte wohl auch der Wartturm auf dem Altenfels. Die weltlichen Besitzer der Burg standen lange im Streit mit den Zisterziensern vom Kloster Georgenthal. Mit Zustimmung der Thüringer Landgrafen verkauften die Klosterherren die Burg und den Wartturm 1262 an die Grafen von Henneberg im Tausch gegen hennebergische Güter (Wald) rund um das Kloster selbst. Die Henneberger übernahmen dabei Klosterschulden von 60 Mark an die Jünger von Falkenstein und zahlten dem Kloster noch 53 Mark für Almosen und Seelenheil. 1265 ist dann schon Bertold von Siebeleben als hennebergischer Burgvoigt genannt.
Die Henneberger gaben das Anwesen später an das Kloster Hersfeld, von dem es 1286 als Lehen an Ritter Heinrich von Meldingen ging. Die Meldinger mussten auf der Burg wohnen und hatten ein Öffnungsrecht dem Kloster, Kurmainz und den Thüringer Landgrafen gegenüber zu gewähren. Für seine Bestallung als castellanatus wurden ihm jährlich 5 Mark der Münze Arnstadt, aber maximal 50 Mark, für seine Ausrüstung gewährt.

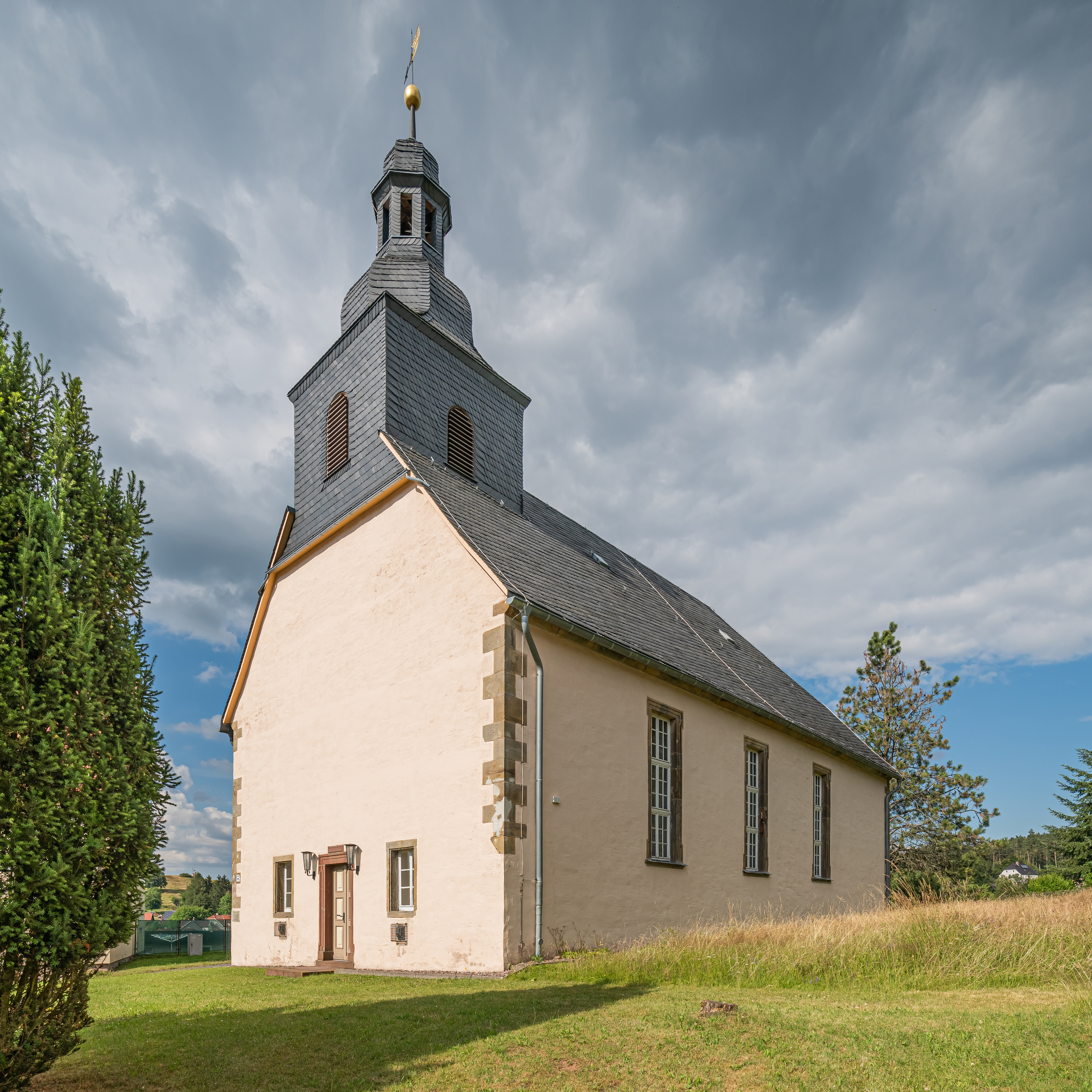
Die Bergkirche von Dietharz wurde aus Steinen der Drachenburg errichtet

Schon 1293 verkaufte Heinrich von Meldingen das „Schloss Waldenfels mit dem Dorf Dietharz und Tambach“ wieder an das Kloster Georgenthal. Da Lehensnehmer, wäre das nur möglich gewesen, wenn die Meldinger in den sieben Jahren vorher Burg und Orte als Allod erworben hätten. 1299 wurde dem Kloster Georgenthal der Kauf durch Landgraf Albrecht bestätigt, in dem er selbst auf alle Rechte verzichtete. Vor 1301 traten auch Ludolph und Herrmann von Stutterheim ihre, heute unbekannten, Rechte an der jetzt Schloss genannten Burg an Albrecht ab, der sie 1301 nochmals dem Kloster schenkte. 1303 war das Kloster endgültig im Besitz. 1354 wird der Besitz durch Landgraf Friedrich III. nochmals bestätigt.(S. 238) Spätere urkundliche Nachrichten fehlen. Entweder zur Zeit der Reformation oder spätestens im Dreißigjährigen Krieg wurde die Burg zerstört und nicht wieder aufgebaut. Ihre Steine wurden vermutlich für die Häuser der angrenzenden Dörfer benutzt. 1708 wurden sie für den Bau der neuen Kirche (Bergkirche) in Dietharz verwendet. Letzte Reste wurden erst um 1880 beseitigt.

## Sonstiges
Die Ruine der manchmal auch als Raubritterburg bezeichneten, auch Waldenfels am Falkenstein genannten Burg bezeugt bis heute die 1000-jährige Geschichte des ehemaligen Thüringer Walddorfes Dietharz. Eckehard von Hochheims Sohn, der Theologe und Philosoph Meister Eckhart (1260–1328), ist vermutlich auf der Burg geboren.